# 彼得里夫卡 (博爾赫拉德區)
46°30′22″N 29°10′14″E / 46.50611°N 29.17056°E
彼得里夫卡（烏克蘭語：Петрівка）是位於烏克蘭西南部的村莊，由敖德萨州博爾赫拉德區的博羅迪諾市鎮負責管轄。該村始建於1909年，面積1.16平方公里，海拔高度71米，2001年人口984，人口密度每平方公里848.28人。